# 凱蒂 (密蘇里州)
凱蒂（英語：Katy）是位於美國密蘇里州弗農縣的非建制地區。

## 歷史
凱蒂的郵局於1894年設立，其後於1908年停運。

## 地理
凱蒂所處的海拔為高於海平面246米（即807英呎），而該地所採用的時區為UTC-6，即北美中部時區（CST）。同時該地設有夏令時間，為UTC-6調快一小時，即UTC-5（CDT）。